# Gossenberg
Gossenberg ist ein Gemeindeteil von Großheirath im oberfränkischen Landkreis Coburg.

## Geographie
Das Straßendorf liegt etwa neun Kilometer südwestlich von Coburg auf einem Bergrücken zwischen dem westlich gelegenen Seßlach im Rodachtal und dem östlich gelegenen Großheirath im Itzgrund. Der Bach Krumbacher Graben fließt durch den Ort.

## Geschichte
Gossenberg besteht spätestens seit dem 9. Jahrhundert, dürfte aber wahrscheinlich viel früher entstanden sein. Die erste schriftliche Erwähnung war in einer Urkunde von 1139, in der ein Hartmut von Gossenberg als Zeuge für das Kloster Banz erwähnt wird.
Gossenberg und seine Nachbarorte Watzendorf und Neuses an den Eichen werden als Eigensdörfer bezeichnet, da sie im Mittelalter eine eigene freie Gerichtsbarkeit hatten. Noch 1783 waren sie von den dauerhaften Lasten der Zentgerichtsbarkeit befreit und die Einwohner hatten das Recht, Niederwild zu jagen. Zwischen 1301 und 1319 erwarb das Kloster Langheim die Grundherrschaft und den Anspruch auf den Zehnten der Felderträge. Die Verwaltung erfolgte durch den Amtshof Tambach. 1337 schenkte Kaiser Ludwig der Bayer dem Kloster alle seine Rechte an Watzendorf. Grundherr war das Kloster, Inhaber der Hochgerichtsbarkeit wurden Mitte des 14. Jahrhunderts die Wettiner. Am Rande der Herrschaft gelegen, erkannten die Einwohner 1488 den Kurfürsten von Sachsen als Schutzherrn an.
Die Gemeinde gehörte zum Sprengel der Urpfarrei Altenbanz und ab 1452 zur Watzendorfer Pfarrei.
Nach der Reformation, die in Watzendorf 1529 mit der ersten protestantischen kursächsischen Kirchenvisitation erfolgte, entwickelte sich die westliche Grenze zu der Nachbargemeinde Seßlach, die zum Herrschaftsgebiet des Würzburger Fürstbischofs gehörte, zur Konfessionsgrenze. Der strittige Grenzverlauf zwischen dem Hochstift Würzburg und dem Fürstentum Sachsen-Coburg wurde gemäß dem Trappstädter Rezess von 1599 geregelt.
1733 wurde das Gemeindehaus errichtet und 1834 folgte der Neubau eines gemeinsamen Schulhauses in Watzendorf. Die Finanzierung erfolgte aus dem Gotteskasten. Das Schulhaus wurde bis 1971 genutzt und später abgerissen. 1837 hatte der Ort 163 Einwohner.
In einer Volksbefragung am 30. November 1919 stimmten neun Gossenberger Bürger für den Beitritt des Freistaates Coburg zum thüringischen Staat und 28 dagegen. Somit gehörte ab dem 1. Juli 1920 auch Gossenberg zu dem Freistaat Bayern. 1925 umfasste das 289,55 Hektar große Dorf 134 Einwohner, von denen 133 der evangelischen Kirche angehörten, und 28 Wohngebäude. Die Schule und die evangelische Kirche lagen im 1,6 Kilometer entfernten Watzendorf.
Am 1. Mai 1978 wurde Gossenberg, wie die Nachbarorte Watzendorf, Neuses an den Eichen und Rossach, Ortsteil der Gemeinde Großheirath.
Siehe auch Liste der Baudenkmäler in Gossenberg

## Einwohnerentwicklung
| Jahr | Einwohnerzahl |
| ---- | ------------- |
| 1910 | 121           |
| 1933 | 129           |
| 1939 | 135           |
| 2004 | 129           |